# Oscar P. Austin
Oscar Palmer Austin (ur. 15 stycznia 1949 w Nacogdoches, zm. 23 lutego 1969 w Wietnamie) – żołnierz Korpusu Piechoty Morskiej USA, który został pośmiertnie odznaczony najwyższym amerykańskim odznaczeniem wojennym, Medalem Honoru za heroizm i poświęcenie swojego życia w wojnie wietnamskiej w lutym 1969 roku.

## Wczesne życie i edukacja
Oscar Austin urodził się 15 stycznia 1949 roku w Nacogdoches w stanie Teksas. Uczęszczał do szkoły podstawowej Booker T. Washington w Phoenix w stanie Arizona oraz do szkoły średniej Phoenix Union High School District.

## Kariera
Oscar Austin zaciągnął się do Korpusu Piechoty Morskiej Stanów Zjednoczonych 22 kwietnia 1968 roku i zakończył szkolenie w 3 batalionie szkolenia rekrutów w San Diego w stanie Kalifornia w lipcu 1968 roku. Indywidualne szkolenie bojowe zakończył z kompanią T 3. batalionu 2. regimentu piechoty w bazie Pendleton w Kalifornii w sierpniu 1968. We wrześniu zakończył podstawowe szkolenie piechoty z bronią.
1 października 1968 został promowany na stopień starszego szeregowego i został przetransportowany do Wietnamu Południowego, gdzie służył w charakterze obsługi ciężkiego karabinu maszynowego w kompanii E 2. batalionu 7. regimentu Marines w 1 Dywizji Korpusu Piechoty Morskiej. Poległ w walce 6,5 mili na zachód od miejscowości Đà Nẵng 23 lutego 1969.
We wczesnych godzinach rannych punkt obserwacyjny kaprala Austina dostał się pod silny ogień piechoty prowadzony przez północnowietnamską armię używającą dużej ilości granatów ręcznych, ładunków wybuchowych i broni ręcznej. Kapral zauważył, że jeden z jego rannych kolegów upadł nieprzytomny na pozycji niebezpiecznie odsłoniętej dla ognia nieprzyjaciela i bez wahania opuścił bezpieczną pozycję z kompletnym zlekceważeniem swojego własnego bezpieczeństwa pobiegł pod ogniem nieprzyjaciela aby przyciągnąć kolegę do bezpiecznego miejsca. Zauważył, że wrogi granat upadł niedaleko kolegi i postanowił rzucić się pomiędzy kolegę i granat skupiając całą siłę eksplozji na sobie. Mimo że został poważnie zraniony kapral Austin zwrócił się do swojego leżącego kolegi i zobaczył północnowietnamskiego żołnierza celującego w nieprzytomnego człowieka. Austin rzucił się pomiędzy rannego a wrogiego żołnierza, otrzymując śmiertelny postrzał.

## Upamiętnienie
Na cześć kaprala Oscara Austina został nazwany niszczyciel USS „Oscar Austin” (DDG-79).
Również na jego cześć nazwano Austin Hall Enlisted Club w szkole podstawowej szkolącej kaprali tego co uczą się oficerowie, w bazie Marines w Quantico w stanie Wirginia.